# Toleman

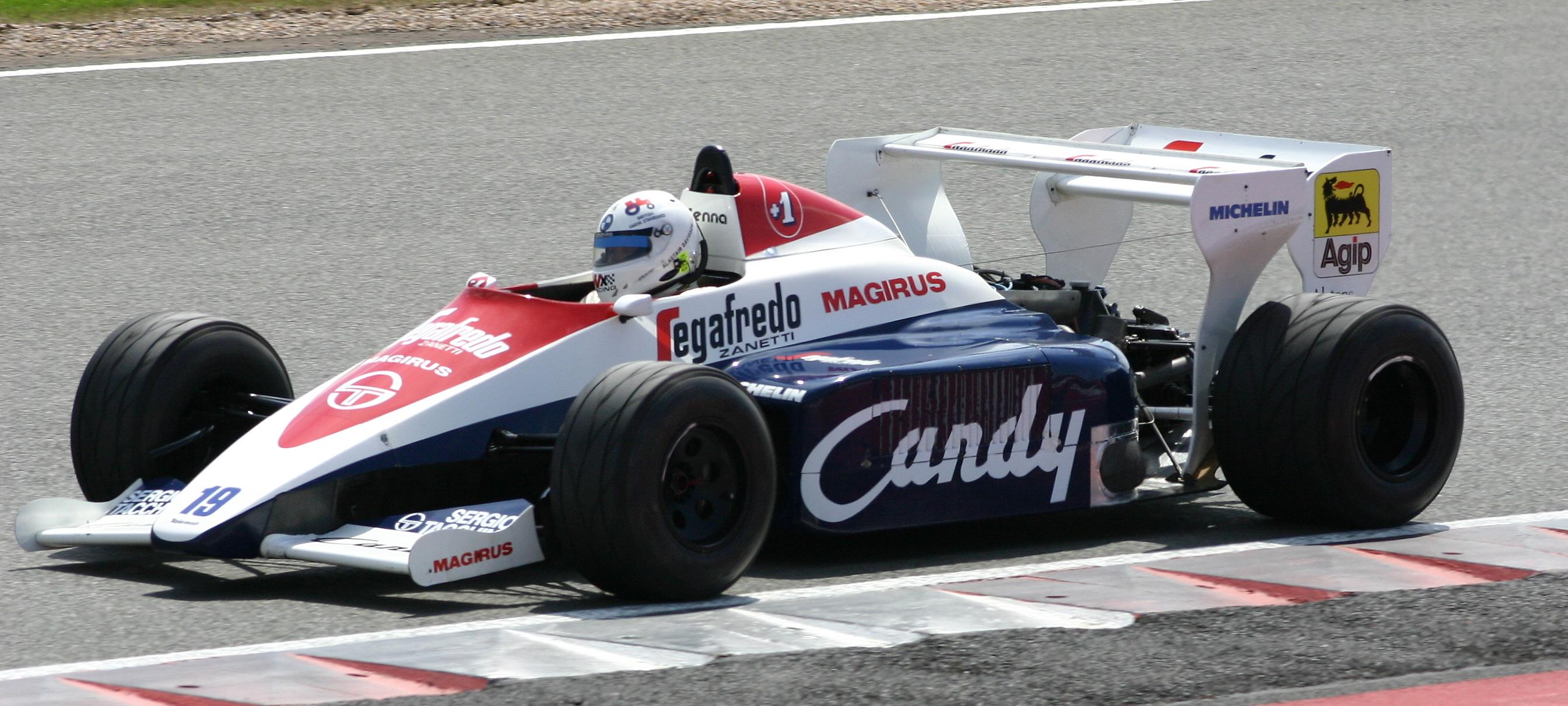
Toleman TG184

Toleman – zespół wyścigowy startujący w Formule 1 w latach 1981–1985.

## Historia

### Początki
W 1977 roku Ted Toleman, biznesmen i fan sportów motorowych, wystawił swój zespół wyścigowy, Toleman Motorsport do rywalizacji w Brytyjskiej Formule Ford 2000. W 1978 zespół przystąpił do Brytyjskiej Formuły 2, używając bolidów March z silnikiem BMW (kierowcą został Rad Dougall z RPA). Pod koniec roku Toleman zatrudnił projektanta Rory Byrne'a (obecnie konsultant zespołu Ferrari), jednak w kolejnym sezonie, po przejściu do Europejskiej Formuły 2, zespół nie przygotował własnego bolidu. Korzystano z samochodów Ralt RT2 z silnikiem Hart. Dougall podczas trzeciej rundy sezonu zdobył pierwsze zwycięstwo dla zespołu, natomiast drugi kierowca, Brian Henton, w dalszej części sezonu zwyciężył kolejne dwa razy. Henton w klasyfikacji generalnej zajął drugie miejsce, ze stratą dwóch punktów do mistrza, Marca Surera (Henton stracił mistrzostwo na rzecz Szwajcara w ostatnim wyścigu sezonu, kiedy to wpadł w poślizg na dwa okrążenia przed metą). Na kolejny rok Rory Byrne i John Gentry skonstruowali pierwszy samochód Tolemana – TG280. Bolid, zasilany ponownie przez silnik Hart i wyposażony w opony Pirelli, zdominował rywalizację w tym sezonie. Brian Henton i Derek Warwick zdobyli łącznie cztery zwycięstwa, sześć pole position oraz siedem najszybszych okrążeń, a mistrzostwa ukończyli odpowiednio na pierwszym i drugim miejscu.

### 1981: Formuła 1
W listopadzie 1980 menadżer zespołu Alex Hawkridge ogłosił, iż w przyszłym sezonie Toleman zamierza wystartować w Formule 1. Prowadzono dyskusje z Lancią na temat wykorzystania silnika ich produkcji, jednak ostatecznie zdecydowano się na użycie turbodoładowanej wersji silnika Hart z poprzedniego sezonu Formuły 2. Skład kierowców pozostał bez zmian, a nowym sponsorem została firma Candy. Skonstruowany przez Byrne'a bolid TG181 okazał się zbyt ciężki i miał niewystarczającą moc silnika, przez co obaj kierowcy stale nie kwalifikowali się do kolejnych Grand Prix. Złą passę przełamał w trzynastej rundzie sezonu Henton, kwalifikując się do GP Włoch i kończąc wyścig na 10. miejscu, jednak był to jego jedyny występ w tym sezonie. Derek Warwick również zdołał zakwalifikować się tylko do jednego wyścigu (finałowa eliminacja sezonu w Las Vegas), lecz z powodu awarii skrzyni biegów został zmuszony do wycofania się po przejechaniu 43 okrążeń.
W sezonie 1982 Warwick i nowy kierowca zespołu, Teo Fabi korzystali ze zmodyfikowanych bolidów TG181, dopóki nie ukończono prac nad nowym samochodem, TG183 o konstrukcji z włókien węglowych i kompozytów (wziął udział w dwóch ostatnich wyścigach sezonu). Bolid na kolejny rok, TG183B okazał się bardziej udanym projektem i umożliwił Tolemanowi zdobycie pierwszych punktów w Formule 1 (za czwarte miejsce Dereka Warwicka w GP Holandii). W trzech kolejnych wyścigach zespół również punktował, dzięki czemu po raz pierwszy został uwzględniony w końcowej klasyfikacji konstruktorów (na 9. miejscu z dorobkiem dziesięciu punktów).

### 1984: debiut Ayrtona Senny

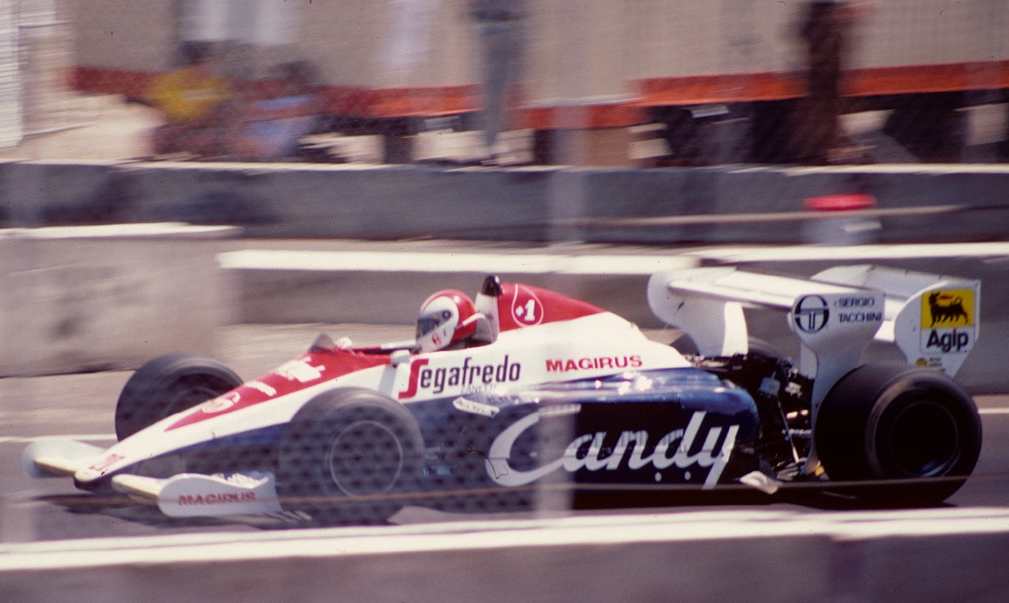
Johnny Cecotto (Toleman TG184)

Na sezon 1984 całkowicie zmieniono skład kierowców – zatrudnieni zostali Johnny Cecotto oraz debiutant i przyszły trzykrotny mistrz świata, Ayrton Senna. Podczas Grand Prix Monako Senna osiągnął najlepszy rezultat w historii zespołu – startując z trzynastego pola zajął drugie miejsce (ustanowił również najszybsze okrążenie wyścigu). Za ten sukces zdobył jednak tylko połowę punktów, ponieważ wyścig został przerwany po 31 okrążeniach z powodu niesprzyjających warunków atmosferycznych.
Podczas sesji treningowej przed GP Wielkiej Brytanii Cecotto miał poważny wypadek, w którym złamał obie nogi. Zespół został zmuszony do korzystania tylko z jednego samochodu przez kolejne trzy wyścigi. Bolid został odbudowany na Grand Prix Włoch, gdzie korzystał z niego Pierluigi Martini. Senna został ukarany przez zespół wykluczeniem z tego Grand Prix, ponieważ podpisał kontrakt na przyszły rok z Lotusem bez wcześniejszego poinformowania Tolemana. Zastąpił go Stefan Johansson, zajmując czwarte miejsce w wyścigu (startował z 17. pozycji). Dobry wynik sprawił, iż w pozostałych eliminacjach sezonu towarzyszył Sennie jako drugi kierowca zespołu.

### 1985
Na początku sezonu 1985 Toleman miał problemy ze znalezieniem dostawcy opon, przez co nie mógł wystartować w trzech pierwszych Grand Prix. Ponowne starty umożliwiło wykupienie kontraktu z firmą Pirelli od odchodzącego z Formuły 1 zespołu Spirit. W maju 1985 zespół pozyskał nowego sponsora, koncern odzieżowy Benetton, który wcześniej sponsorował Tyrrella i Alfę Romeo. Pod koniec roku Benetton zdecydował się na wykupienie Tolemana i przekształcenie go w zespół Benetton Formula.